# Evansville Purple Aces

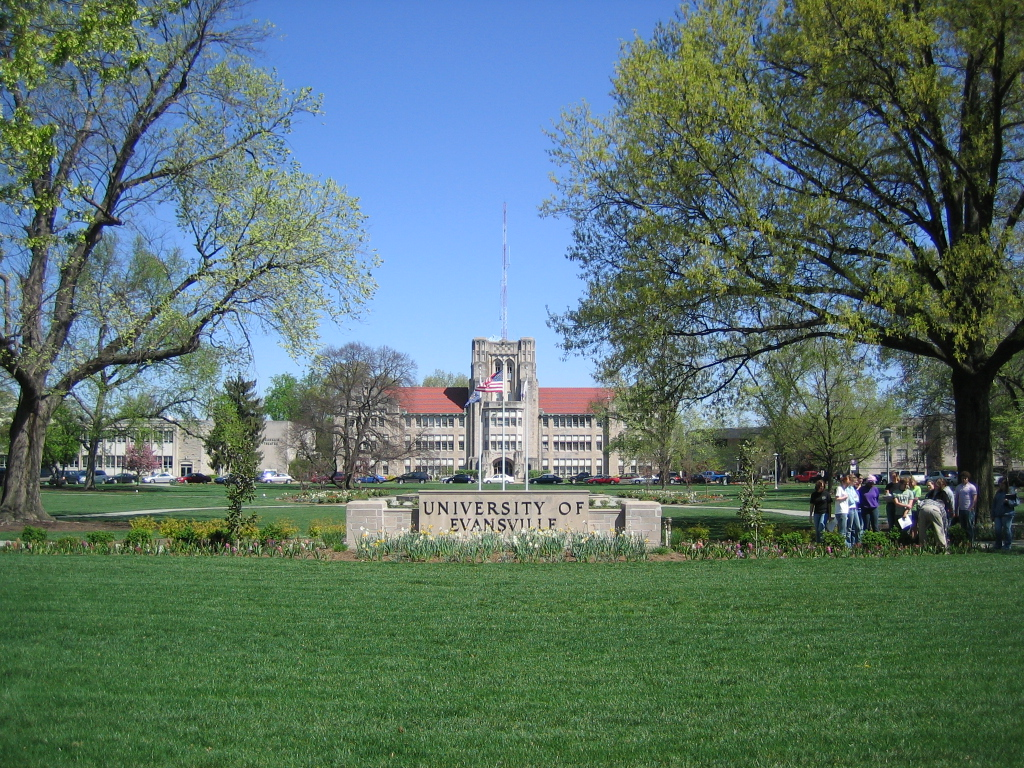
Campus de la universidad

Evansville Purple Aces (español: Ases púrpuras de Evansville) es el equipo deportivo de la Universidad de Evansville, situada en Evansville, Indiana. Los equipos de los Purple Aces participan en las competiciones universitarias organizadas por la NCAA, y forman parte de la Missouri Valley Conference. Con anterioridad formaron parte de la Horizon League, entre 1979 y 1994.

## Apodo
Hasta 1926, los equipos deportivos de Evansville tenían como apodo los Pioners, pero fue a raíz de una broma de un periodista que, tras un partido de baloncesto que ganaron a Louisville, y tras escuchar al entrenador de los Cardinals decir que su homónimo de Evansville tenía 4 ases debajo de la manga, el periodista dijo que no eran 4, sino 5 los ases que tenía escondidos. El nuevo apodo también hacía referencia a que en esa ciudad existe un casino flotante en el río Ohio, que es la principal atracción de la misma.

## Programa deportivo
Los Purple Aces participan en las siguientes modalidades deportivas:
| - Masculino - Béisbol - Baloncesto - Cross - Fútbol - Natación - Golf | - Femenino - Baloncesto - Cross - Fútbol - Softball - Tenis - Golf - Voleibol |

### Baloncesto
Los mayores éxitos de la universidad los ha logrado el equipo de baloncesto masculino, que fue campeón nacional de la División II de la NCAA en 5 ocasiones, los años 1959, 1960, 1964, 1965 y 1971. En 1977 comenzaron a jugar en División I, pero ese mismo año, el DC-3 en el que volaba la plantilla se estrelló cerca del aeropuerto de Evansville, falleciendo 29 personas, todas las que iban en el avión.
5 jugadores de Evansville han llegado a jugar en alguna ocasión en la NBA, siendo el más conocido el que fuera entrenador de Utah Jazz, Jerry Sloan.